# 하늘과 땅과 (1969년 드라마)
《하늘과 땅과》(일본어: 天と地と 텐토치토[*])는 1969년 1월 5일부터 12월 28일까지 일본방송협회에서 제작한 대하드라마로 대하드라마 시리즈의 일곱 번째 작품이다. 방영횟수는 총 52회이다. 주인공은 전국 시대 중후기의 무장으로 에치고국을 다스린 무장 우에스기 겐신이다.
NHK 대하드라마 최초의 컬러 작품으로서 전작 《료마가 간다》까지의 흑백 방송을 마무리하고, 컬러로 송출함으로써 전쟁 장면의 역동성에 기여했다. 1969년 4월 경 방송시간을 일요일 밤 8시 15분 ~ 9시에서 일요일 밤 8시 ~ 8시 45분으로 이동하고 이는 지금까지도 대하드라마의 방송 시간으로 고정되어 있다. 《료마가 간다》가 낮은 시청률로 고전을 못하여 다시 대하드라마 폐지론이 고개를 들었지만, 이 드라마는 우에스기 겐신의 아역을 맡은 나카무라 미츠테루와 그의 스승 카네츠 신베에 역의 타카마츠 히데오의 연기로 인기를 얻었고, 이에 덩달아 성인 우에스기 겐신 역의 이시자카 코지도 나카무라의 연기를 보고 자신도 잘 할 수 있을까라면서 방송 내내 불안해했다고 소회를 밝혔다.
극 후반에 벌어진 가와나카지마 전투에서의 우에스기 겐신과 다케다 신겐의 일기토는 명장면으로 꼽힌다.
최고 시청률은 첫회인 32.4%, 평균 시청률은 25.0%였다.

## 배역

### 나가오·우에스기 가문
- 우에스기 겐신(나가오 카게토라): 이시자카 코지 (아역: 나카무라 코타로 → 나카무라 미츠테루)
- 나가오 타메카게: 타키자와 오사무
- 케사고젠(겐신의 어머니): 아라타마 미치요
- 마츠에: 아리마 이네코
- 나가오 하루카게: 야마모토 코이치
- 후지무라(하루카게의 애첩): 후지무라 시호
- 나가오 후사카게(타메카게의 형): 시무라 타카시
- 나가오 마사카게(겐신의 사촌형): 야마구치 타카시
- 아야고젠(겐신의 이부 누나): 코즈키 노보루
- 나가오 카게타카(겐신의 외조부): 아쿠타가와 히로시

### 우에스기 가문의 가신
- 우사미 사다유키: 우노 주키치
- 노미: 카시야마 후미에
- 카네즈 신베에: 타카마츠 히데오
- 오니코지마 야타로: 시무라 타케노조
- 코즈케 노스케: 이토 시로
- 카토 단조: 요네쿠라 마사카네

### 다케다 가문
- 다케다 신겐: 타카하시 코지
- 다케다 노부토라: 타자키 준
- 다케다 요시노부: 아오이 테루히코
- 다케다 카츠요리: 오가와 요시노부
- 다케다 노부시게: 하마하타 켄키치
- 산조 부인: 이와사카 카네코
- 스와고료닌(신겐의 첩실): 나카무라 타마오
- 이타가키 노부카타: 오오토모 류타로
- 오부 토라마사: 타카하시 마사야
- 오부 사부로효에: 카와라사키 켄조
- 바바 노부하루: 야마노우치 아키라
- 아마리 토라야스: 나카무라 노부오
- 오야마다 토라미츠: 시모카와 탓페이

### 기타
- 오다 노부나가: 스기 료타로
- 호조 우지야스: 나카무라 우메노스케
- 이마가와 요시모토: 네가미 준
- 기노시타 도키치로: 하마다 미츠오
- 마츠다이라 모토야스: 마츠야마 세이치
- 사이토 도산: 나카무라 칸에몬
- 시바타 카츠이에: 카네다 류노스케